# George Robert Cryer
George Robert Cryer (ur. 3 grudnia 1934 w Bradford, zm. 12 kwietnia 1994) – brytyjski polityk, członek Partii Pracy, deputowany do brytyjskiej Izby Gmin, Poseł do Parlamentu Europejskiego II kadencji, z żoną Ann miał m.in. syna Johna.

## Życiorys
George Robert Cryer kształcił się w Salt High School w Shipley, a następnie studiował ekonomię, prawo i zarządzanie na Uniwersytecie w Kingston upon Hull (University of Hull). W 1962 dołączył do Partii Pracy. W latach 1974–1983 był deputowanym do brytyjskiej Izby Gmin z okręgu Keighley, następnie w 1984 wybrany został na Posła do Parlamentu Europejskiego i przyłączył się do Grupy Europejskich Socjalistów. Mandat europosła sprawował do 1989. Od 1987 do 1994 ponownie zasiadał w Izbie Gmin, tym razem wybrany został z okręgu Bradford South. W latach 1979–1983 oraz ponownie od 1987 był przewodniczącym Komisji Specjalnej ds. Parlamentarnych Dokumentów Ustawowych w Izbie Gmin.
12 kwietnia 1994 George Cryer zginął w wypadku samochodowym.